# Animalize
Animalize е дванадесети студиен албум на американската рок група Kiss. Издаден е на 13 септември 1984 г. от Mercury Records.

## Обща информация
По време на излизането на албума, Джийн Симънс преследва кариера в актьорството. По тази причина, Пол Стенли главно отговаря за продукцията и насоката на албума.
Новият китарист Марк Сент Джон е принуден да напусне Kiss по време на последвалото турне, след като е диагностициран със Синдрома на Рейтер (артрит). До ноември 1984 г. той напука групата, и е третият соло китарист, който напуска за две години. На въпроса какво означава „Animalize“, Стенли отговаря, че хората започват да стават по-скоро компютри и че „създаването на музика чрез натискане на бутони“ не е забавно.
Критиците и дългогодишните фенове обаче, критикуват насоката на групата към глем рок стила на „Animalize“. Симънс попада в нарастващ конфликт със своите съмишленици през този период по различни причини, повечето от които се въртят около неговата възприемана липса на ангажираност към групата и загриженост за многобройни странични проекти, включително за продуциране и мениджмънт на други рок групи като Black 'n Blue (към която Томи Тайър е член в онзи момент), части от филми, както и различни бизнес начинания. „Heaven's on Fire“ става най-големият хит от албума (както и единствената песен, която остава в концертите на групата след 1980-те години), а видеото му получава огромно въртене по MTV. Това е и единственият музикален видеоклип с участието на покойния Марк Сент Джон.

## Състав
- Пол Стенли – вокали, ритъм китара
- Марк Сент Джон – соло китара
- Джийн Симънс – вокали, бас
- Ерик Кар – барабани, беквокали

### Допълнителен персонал
- Брус Кулик – соло китара в „Lonely Is the Hunter“ и „Murder in High-Heels“
- Жан Бувоар – бас в „Under the Gun“

## Песни
| 1.    | I've Had Enough (Into the Fire) | 3:52 |
| 2.    | Heaven's on Fire                | 3:21 |
| 3.    | Burn Bitch Burn                 | 4:42 |
| 4.    | Get All You Can Take            | 3:44 |
| 5.    | Lonely Is the Hunter            | 4:28 |
| 6.    | Under the Gun                   | 4:01 |
| 7.    | Thrills in the Night            | 4:21 |
| 8.    | While the City Sleeps           | 3:41 |
| 9.    | Murder in High-Heels            | 3:52 |
| 35:42 |                                 |      |

## Позиции в класациите

### Албум
| Класация (1984) | Позиция |
| --------------- | ------- |
| Австралия       | 40      |
| Австрия         | 14      |
| Канада          | 41      |
| Нидерландия     | 17      |
| Финландия       | 4       |
| Германия        | 25      |
| Япония          | 23      |
| Норвегия        | 14      |
| Швеция          | 8       |
| Швейцария       | 9       |
| Великобритания  | 11      |
| Billboard 200   | 19      |

### Сингли
| Година | Страна      | Класация                  | Сингъл             | Позиция |
| ------ | ----------- | ------------------------- | ------------------ | ------- |
| 1984   | САЩ         | Billboard Mainstream Rock | „Heaven's on Fire“ | 11      |
| 1984   | САЩ         | Billboard Hot 100         | „Heaven's on Fire“ | 49      |
| 1984   | Австрия     | Pop Singles               | „Heaven's on Fire“ | 62      |
| 1984   | Канада      | RPM 100 Singles           | „Heaven's on Fire“ | 46      |
| 1984   | Нидерландия | MegaCharts                | „Heaven's on Fire“ | 34      |
| 1984   | Швеция      | Topplistan                | „Heaven's on Fire“ | 19      |